# Макграт (Миннесота)
Мак-Грат (англ. McGrath) — город в округе Эйткин, штат Миннесота, США. На площади 1 км² (1 км² — суша, водоёмов нет), согласно переписи 2002 года, проживают 65 человек. Плотность населения составляет 67,6 чел./км².
- Телефонный код города — 320
- Почтовый индекс — 56350
- FIPS-код города — 27-38996[1]
- GNIS-идентификатор — 0647681[2]